# 安藤良
安藤良（?—），日本男性動畫導演、演出家。出身於大分縣。

## 人物簡介
2014年的電影動畫《劇場版 TIGER&BUNNY -The Rising-》擔任OP分鏡&演出成為他在動畫業界的出道作。並與同樣擔任演出的大石康之共同擔任OP演出與製作進行。
以前在大型動畫公司日昇動畫時期隸屬於日昇動畫D.I.D、日昇動畫第6工作室，主要負責動畫的攝影作業。
學生時代曾參加吹奏樂社和弓道社。
師父為動畫演出家京極尚彥。

## 主要參加作品

### 電視動畫
- 宇宙戰艦大和號2199（2013年，錄音檢查）
- LoveLive！ (第2期)（2014年，演出協力、演出、公演章節演出）
- 星光樂園（2014年，演出）
- 愛·天地無用！（2014年，分鏡、演出）
- 銃皇無盡的法夫納（2015年，分鏡、演出）
- Battle Spirits 烈火魂（2015年，演出）
- 食戟之靈（2015年，分鏡、演出)
- 干支魂（2015年，演出）
- GATE 奇幻自衛隊（2015年，首席演出、分鏡、演出、OP分鏡&演出）
- LoveLive！Sunshine!!（2016年，OP演出）
- 食戟之靈 貳之皿（2016年，分鏡）
- 亞人醬有話要說（2017年，導演、分鏡、演出、OP&ED分鏡&演出）
- 愛在雨過天晴時（2018年，分鏡、演出）
- 星光頻道（2018年，OP分鏡&演出）
- DOUBLE DECKER！道格＆基里爾（2018年，系列導演、演出）
- 蠟筆小新（2019年，演出）
- 一拳超人（2019年，分鏡&演出）
- 86－不存在的戰区－（2021年，分鏡&演出）
- Love Live! Superstar!!（2021年，分鏡&演出）
- 薔薇王的葬列（2022年，分鏡）
- 街角魔族 2丁目（2022年，分鏡&演出）
- 機動戰士GUNDAM 水星的魔女（2022年，副導演、分鏡&演出）
- 魔王2099（2024年，導演，分鏡&演出）

### 電影動畫
- 劇場版 TIGER & BUNNY -The Rising-（2014年，OP分鏡&演出／共同、製作進行／共同）

### 網路動畫
- 鋼彈創戰潛行者Re:RISE（2020年，演出）

### 音樂錄影帶
- 22/7「不曾存在的我」（2017年，導演）

## 相關項目
- 日昇動畫
- 京極尚彥

## 外部連結
- 安藤良的X（前Twitter） （日語）